# Heinz Miederer
Heinz Miederer (* 16. Mai 1928 in Roth; † 5. November 1990 in Neuendettelsau) war Pfarrer der Evangelisch-Lutherischen Kirche in Bayern und der neunte Rektor des Diakoniewerks Neuendettelsau.

## Vita
Kindheit und Jugend verbrachte er in Nürnberg-Reichelsdorf, wo seine Eltern eine Gärtnerei betrieben. Nach dem Abitur im Jahr 1947 studierte er evangelische Theologie in Neuendettelsau, Erlangen und Heidelberg. Am 16. März 1952 wurde er durch den Kreisdekan Julius Schieder ordiniert. Er war als Vikar in Eichstätt tätig. 1955 heiratete er Gertrud Luther. Aus der Ehe gingen zwei Söhne, Thomas und Martin, hervor. Von 1956 bis 1963 war er Pfarrer in Zeilitzheim.
Seit 1963 war er Verbandsschwester- und Brüderpfarrer der Diakonissenanstalt Neuendettelsau. 1968 wurde er zum Konrektor ernannt. Von 1975 bis 1990 war er Rektor des Diakoniewerks Neuendettelsau.
In seiner Amtszeit musste zum einen der Rückgang der Diakonissen bewältigt werden, zum anderen die Expansion des Diakoniewerkes, wodurch die Mitarbeiterzahl von 2300 im Jahr 1975 auf 4000 im Jahr 1990 anwuchs. Viele Außenstationen in den umliegenden Dörfern, die von Diakonissen geführt wurden, mussten geschlossen werden, für die freien Mitarbeiter mussten Grundkurse entwickelt werden, die den biblisch-diakonischen Auftrag vermitteln konnten.

## Aufgabenbereiche und Ehrungen
Von 1980 bis 1990 wirkte er als Vorsitzender des Kaiserswerther Verbandes, von 1984 bis 1990 war er Präsident des Diakonischen Werk Bayerns, von 1986 bis 1990 war er Vorsitzender der bayerischen Arbeitsgemeinschaft zur Förderung der Krankenpflege. Des Weiteren war er Mitglied der Landessynode und des Landessynodalausschusses, Mitglied des Landesgesundheitsrates und Gastdozent der Augustana-Hochschule in Neuendettelsau.
Miederer war Träger des Bayerischen Verdienstordens.

## Schriften
- mit Johanes Meister: Der neue Bund im Mahl des Herrn. Besinnungen in der Passionszeit. Neuendettelsau 1973.
- Soll ich meines Bruders Hüter sein? Referat zur Diakonissentagung d[es] Kaiserswerther Verb[andes] am 31. März 1978 in Neuendettelsau. Neuendettelsau 1978.
- Diakonie der Versöhnung. Stand und Auftrag der Diakonie in der Gemeinde Jesu Christi. Neuendettelsau 1979.
- Sterben lassen – beim Sterben beistehen. Neuendettelsau 1983.
- Führ in Gottes Haus mich ein. Unser Gottesdienst – Eine Hilfe ihn neu zu verstehen. Neuendettelsau 1989.